# Vitia
Vitia (albanisch auch Viti, serbisch Витина Vitina) ist eine Stadt im Osten des Kosovo mit knapp 5000 Einwohnern. Sie liegt etwa 50 Kilometer südöstlich von Pristina und ist Amtssitz der gleichnamigen Gemeinde.
Die Volkszählung 2011 ergab für den Ort Vitia eine Einwohnerzahl von 4924, wovon sich 4839 (98,27 %) als Albaner, 62 (1,26 %) als Serben, sieben als Goranen, vier als Roma bzw. Aschkali, vier als Bosniaken und einer als Türken bezeichneten. Vier Personen gaben eine abweichende ethnische Zugehörigkeit an.
| Volkszählung | 1948 | 1953 | 1961 | 1971 | 1981 | 1991 | 2011 |
| ------------ | ---- | ---- | ---- | ---- | ---- | ---- | ---- |
| Einwohner    | 1781 | 2279 | 2377 | 2620 | 3108 | 4309 | 4924 |

## Geschichte
Die Corona-Pandemie erreichte Vitia am 13. März 2020 und sind die ersten bestätigten COVID-19-Fälle überhaupt im Kosovo. Eine 22-jährige Italienerin und ein 77 Jahre alter Mann aus der kosovarischen Stadt Vitia wurden positiv auf das Coronavirus getestet.

## Persönlichkeiten
- Urata Rama (* 1986), Sportschützin
- Imri Demelezi (2021- ) - Stellvertretender Minister für Landwirtschaft, Forstwirtschaft und ländliche Entwicklung